# Kabonga-II
Ne doit pas être confondu avec Kabonga-I.
Kabonga-II est un village du département et la commune urbaine de Pama. Il est situé dans la province de la Kompienga et la région de l’Est au Burkina Faso.

## Géographie

### Démographie
- En 2006, le village comptait 1 864 habitants recensés[1].

## Santé et éducation
Le centre de soins le plus proche de Kabonga-II est centre médical de Pama.
Le village possède un centre d'alphabétisation.